# Paul Viardot
Paul Viardot (Vaudoy-en-Brie, Illa de França, 20 de juliol de 1857 - 1941) fou un violinista i musicògraf francès.
Fill de Louis Viardot i Pauline i germà de la compositora Louise, estudià el violí a París amb Leonard i es presentà en aquesta capital i a Londres, havent dirigit com a suplent l'orquestra de l'Òpera de París.
A més va publicar:
- Histoire de la musique, (1904).
- Rapport oficial sur la musique in Scandinavie, (1908),
- Souvenirs d'un artiste, (1910).